# Costruzione di Specht
La rettificazione approssimata della circonferenza, o costruzione di Specht, è un metodo geometrico che consente di ottenere la lunghezza approssimativa di una circonferenza con un dato raggio. Con essa si può ottenere una buona approssimazione del valore di pi greco.
Il metodo fu sviluppato nel 1828 dal matematico tedesco C.G. Specht di Berlino.

## Procedimento
Dalla circonferenza di centro O si fa partire la tangente in A. Su di essa si staccano i segmenti AB = 2r, BC = 1/5r, CD = 2/5r.
Si congiunge O con C e D e si porta, a partire da A, sulla retta AO il segmento AE = OC.
La parallela condotta da E alla OD interseca la retta AC in F; il segmento AF è la rettificazione approssimata della circonferenza.
La costruzione di Specht equivale ad assumere per π il valore di 13 x ((√ 146) / 50), cioè 3,14159195 ...,
con un errore per difetto minore di 2 milionesimi del raggio.